# Vůz Bdt279, 280 ČD
Vozy Bdt279 a Bdt280, obě řady číslované v intervalu 50 54 21-08, jsou řadami velkoprostorových osobních vozů z vozového parku Českých drah. Všechny tyto vozy (001–195 a 196–395) vyrobila v letech 1986 až 1991 moravskoslezská Vagónka Studénka pod označením Bte (vozy Bdt279 měly do roku 1990 přechodné značení Btme). Po rozpadu Československa připadla Českým drahám zhruba polovina těchto vozů. České dráhy i přes výraznou modernizaci vozového parku v posledních letech stále provozují desítky těchto původních vozů a na některých železničních tratích (do roku 2021 zejména trať 323 z Ostravy do Valašského Meziříčí) tvořily naprostou dominantu tamního vozového parku.

## Technické informace
Jsou to neklimatizované osobní vozy se skříní typu UIC-Y o délce 24 500 mm. Mají podvozky GP 200 vybavené kotoučovými brzdami. Jejich nejvyšší povolená rychlost je 120 km/h. Vozy již byly dodány pouze s elektrickým topením.
Vnější nástupní dveře jsou zalamovací, mezivozové jsou manuálně posuvné do strany. Vozy mají polospouštěcí okna. Vozy Bdt280 mají podélné prolisy na střeše.
Interiér vozu je rozdělen na dva velké velkoprostorové oddíly, z nichž jeden má šest a druhý pět fiktivních oddílů. Celkem mají 88 míst k sezení realizovaných jako dvojmístné lavice potažené červenou koženkou v uspořádání 2 + 2.
Nátěr je přes okna zelený a zbytek bílý, nově se vozy lakují do modro-bílého stylu od studia Najbrt.

## Modernizace
V letech 2008 a 2009 byl do devíti vozů Bdt279 dosazen centrální zdroj energie (CZE), a tyto vozy byly přeznačeny na řadu Btee289.
V letech 2011 až 2013 bylo 32 vozů Bdt279 a 2 vozy Btee289 v Pars nova Šumperk zmodernizováno na řídicí vozy Bfhpvee295. Ve vozech bylo vytvořeno řídicí stanoviště ve stylu lokomotivy 380. Kromě toho byl i kompletně zmodernizován interiér vozu, byl doplněn CZE, klimatizace, vakuové WC, zásuvky 230 V, audio-vizuální informační systém, nové předsuvné dveře, zvýšení rychlosti na 140 km/h… Celková cena modernizace činila více než jednu miliardu korun (přibližně 31 milionů Kč za vůz).
26. července 2011 vyhlásily České dráhy výběrové řízení na modernizaci 15 vozů řady Bdt279 na ABpee347. Vozy budou zrekonstruovány na moderní vozy kombinující první (30 míst) a druhou (40 míst) třídu. Při modernizaci bude dosazen CZE, klimatizace, vakuové WC, audio-vizuální informační systém, zásuvky 230 V, nové předsuvné dveře ovládané tlačítky apod. Zároveň bude rychlost vozu zvýšena na 140 km/h, a bude dosazeno přemostění záchranné brzdy. Mimo to bude ještě doplněn 18žilový UIC kabel pro komunikace lokomotivy a řídícího vozu, se kterými mají tyto vozy jezdit. Zakázku vyhrála polská firma PESA Bydgoszcz. Výběrové řízení snížilo cenu rekonstrukce z původních 270 milionů Kč (18 milionů Kč za vůz) na 191 milionů Kč (12 milionů Kč za vůz). Všechny vozy by měly být dodány nejpozději v létě 2014.
V roce 2013 uzavřely České dráhy smlouvu na modernizaci 26 vozů Bdt279 s firmou KOS Krnov. Vozy měly při modernizaci získat nový interiér, CZE, předsuvné dveře ovládané tlačítky, přemostění záchranné brzdy a zásuvky 230 V. Zároveň měla být maximální rychlost zvýšena na 140 km/h. Naopak se nepočítalo s klimatizací, ani s uzavřeným systémem WC. Celková cena rekonstrukce měla být 219 milionů Kč (8,5 milionu Kč za vůz). Nové označení takto zrekonstruovaných vozů je Bdtee276.

## Provoz
Vozy jezdí hlavně jako záloha za vozy jiných řad, pravidelně bývají řazeny na malý počet linek. Od roku 2023 bývají postupně odstavovány, protože probíhají zejména dodávky elektrických jednotek RegioPanter.

### Jízdní řád 2024/25
Chybějící vlaky budou přidávány postupně.

#### Bdt279[9]
- Os P3 Plzeň – Domažlice město

#### Bdt280[10]
- Sp Zábřeh na Moravě – Jeseník